# 1998
- Wikisource

| Calendário gregoriano                                                        | 1998 MCMXCVIII                      |
| Ab urbe condita                                                              | 2751                                |
| Calendário arménio                                                           | 1448 – 1449                         |
| Calendário bahá'í                                                            | 154 – 155                           |
| Calendário budista                                                           | 2542                                |
| Calendário chinês                                                            | 4694 – 4695 Início a 28 de janeiro  |
| Calendário copta                                                             | 1714 – 1715                         |
| Calendário etíope                                                            | 1990 – 1991                         |
| Calendários hindus - Vikram Samvat - Calendário nacional indiano - Cáli Iuga | 2053 – 2054 1919 – 1920 5098 – 5099 |
| Calendário Holoceno                                                          | 11998                               |
| Calendário islâmico                                                          | 1419 – 1420                         |
| Calendário judaico                                                           | 5758 – 5759 Início a 21 de setembro |
| Calendário persa                                                             | 1376 – 1377 Início a 21 de março    |
| Calendário rúnico                                                            | 2248                                |
| Calendário solar tailandês                                                   | 2541                                |

1998 (MCMXCVIII, na numeração romana) foi um ano comum do século XX que começou numa quinta-feira, segundo o calendário gregoriano. A sua letra dominical foi D. A terça-feira de Carnaval ocorreu a 24 de fevereiro e o domingo de Páscoa a 12 de abril. Segundo o horóscopo chinês, foi o ano do Tigre, começando a 28 de janeiro.

| Evento                                                   | Data            | Hora  |
| -------------------------------------------------------- | --------------- | ----- |
| Aquário                                                  | 20 de janeiro   | 06:47 |
| Peixes                                                   | 18 de fevereiro | 20:55 |
| primavera no hemisfério norte e outono no hemisfério sul |                 |       |
| Carneiro/equinócio                                       | 20 de março     | 19:55 |
| Touro                                                    | 20 de abril     | 06:57 |
| Gémeos                                                   | 21 de maio      | 06:06 |
| verão no hemisfério norte e inverno no hemisfério Sul    |                 |       |
| Caranguejo/solstício                                     | 21 de junho     | 14:03 |
| Leão                                                     | 23 de julho     | 00:56 |
| Virgem                                                   | 23 de agosto    | 07:59 |
| Outono no Hemisfério Norte e Primavera no Hemisfério Sul |                 |       |
| Balança/equinócio                                        | 23 de setembro  | 05:38 |
| Escorpião                                                | 23 de outubro   | 14:59 |
| Sagitário                                                | 22 de novembro  | 12:35 |
| inverno no hemisfério norte e verão no hemisfério sul    |                 |       |
| Capricórnio/solstício                                    | 22 de dezembro  | 01:57 |

| UTC: Portugal Continental, Madeira, Guiné-Bissau e São Tomé e Príncipe Subtrair (-): 1 h nos Açores e Cabo Verde 2 h nas Ilhas oceânicas brasileiras 3 h em Brasília, em Goiás, na Amazônia Oriental Brasileira e no nordeste, sudeste e sul brasileiros 4 h na Amazônia Ocidental Brasileira, Mato Grosso e Mato Grosso do Sul 5 h no Acre e sudoeste do Amazonas Adicionar (+): 1 h em Angola e Guiné Equatorial 2 h em Moçambique 8 h em Macau 9 h em Timor-Leste. |
| Adicionar uma hora durante a vigência do horário de verão: Portugal Continental : De 29 de março a 25 de outubro de 1998 |

| Ano completo                        |
| ----------------------------------- |
| Ano comum com início à quinta-feira |

## Eventos
- Ano Internacional do Oceano, pela ONU.
- A Senadora Benedita da Silva é a primeira mulher a presidir a sessão do Congresso Nacional do Brasil.
- É comemorado o 50º Aniversário da 1ª passagem da imagem peregrina de Nossa Senhora de Fátima na Sé Catedral de Angra, Angra do Heroísmo.[1]

### Janeiro
- 16 de janeiro - Estreia nos cinemas brasileiros o filme Titanic, um dos mais icônicos da história.

### Fevereiro
- 8 de fevereiro - O Supremo Tribunal Federal brasileiro confirma a extradição do ex-presidente da Bolívia, Luis García Meza, condenado pela Justiça de seu país a 30 anos de prisão por tortura e assassinato de presos políticos.
- 12 de fevereiro - Sancionada no Brasil a Lei de Crimes Ambientais.
- 14 de fevereiro - Fidel Castro ordena a libertação de 318 presos políticos e de delito comum.
- 7-22 de fevereiro - XVIII Jogos Olímpicos de Inverno, Nagano, Japão.
- 22 de fevereiro - Diretor brasileiro Walter Salles ganha o Urso de Ouro no Festival Internacional de Cinema de Berlim pelo filme Central do Brasil.
- 17 de fevereiro - Morreu o filósofo alemão Ernst Jünger.
- 22 de fevereiro - Desabamento do edifício Palace II, na Barra da Tijuca, Rio de Janeiro. Os peritos chegaram à conclusão de que o edifício tinha erros de cálculo e foi construído com areia da praia.

### Março
- 2 de março - Sequestro da austríaca Natascha Kampusch em Viena.
- 4 de março - Desaparecimento do jovem português Rui Pedro na cidade de Lousada, no que ficou conhecido como Caso Rui Pedro.
- 10 de março - Soldados norte-americanos estacionados no Golfo Pérsico começam a receber as primeiras vacinações contra o carbúnculo (ou antraz).
- 15 de março - Morreu o cantor brasileiro Tim Maia.

### Abril
- 3 de abril - Lançamento no Brasil de Central do Brasil, um dos filmes brasileiros mais aclamados.
- 10 de abril - Assinatura do Acordo de Belfast.
- 21 de abril - Morreu o político brasileiro Luís Eduardo Magalhães.[2]

### Maio
- 5 de maio - Fundação do jornal português 24 Horas.
- 7 de maio - A Apple anuncia o lançamento do novo computador iMac.
- 12 de maio - Início da guerra entre a Etiópia e a Eritreia (que terminaria no ano 2000).
- 14 de maio - Morte de Frank Sinatra.
- 22 de maio - Início da Expo98, em Lisboa.
- 30 de maio - O Palmeiras vence o Cruzeiro na final da Copa do Brasil e é campeão.[3]

### Junho
- 10 de junho - Abertura da Copa do Mundo FIFA de 1998, sediada na França.
- 23 de junho - Morreu o cantor Leandro, da dupla sertaneja Leandro & Leonardo.[4]
- 25 de junho - A Microsoft lança oficialmente o sistema operacional Windows 98.

### Julho
- 6 de julho - O Aeroporto Internacional Kai Tak é fechado.
- 9 de Julho - Forte sismo abala as ilhas do Faial, Pico e São Jorge, Açores. teve a magnitude 5,6 Richter com epicentro a NNE da ilha do Faial. Provocou grandes desabamentos de falésias costeiras. Ficaram desalojadas 1700 pessoas.[5][nt 1]
- 12 de Julho - Final da Copa do Mundo FIFA de 1998. A campeã foi a França, derrotando o Brasil por 3 a 0.

### Agosto
- 4 de agosto - O motoboy Francisco de Assis Pereira, conhecido por Maníaco do Parque, foi preso na cidade gaúcha de Itaqui.[6]
- 7 de agosto - Atentados terroristas contra embaixadas estadunidenses no Quênia e Tanzânia.
- 11 de agosto - Estreia de Brida, a última novela inédita da Rede Manchete.[7]
- 26 de agosto -  O Vasco conquistou a Copa Libertadores da América pela primeira vez ao vencer o Barcelona por 2 x 1 na final.

### Setembro
- 2 de Setembro - Tragédia com o voo Swissair 111, que caiu no Oceano Atlântico próximo a costa da Nova Escócia, Canadá. O voo era uma rota regular de passageiros que partia de Nova Iorque (JFK), até Genebra (GVA). Um incêndio causado por um curto circuito foi o responsável pela queda da aeronave.
- 4 de setembro - É fundada a empresa Google.
- 16 de setembro - O último exemplar do Chevrolet Kadett saiu das linhas de montagem da General Motors do Brasil em São Caetano do Sul, na Grande São Paulo.[8]
- 27 de setembro - O Partido Social-Democrata da Alemanha (SPD) sob Gerhard Schröder vence as eleições na Alemanha.

### Outubro
- 4 de outubro - Fernando Henrique Cardoso é reeleito Presidente do Brasil.
- 16 de outubro - O antigo presidente chileno Augusto Pinochet é preso no Reino Unido.
- 27 de outubro - Gerhard Schröder substitui Helmut Kohl como Chanceler da Alemanha, Kohl foi o chanceler que mais tempo permaneceu no cargo na História da Alemanha após a Segunda Guerra Mundial governando o país por 16 anos, que vai de 1982 até 1998.

### Novembro
- 1 de novembro - O finlandês Mika Häkkinen vence o GP do Japão em Suzuka e se torna campeão mundial de Fórmula 1 pela primeira vez.[9]
- 21 de novembro - No Japão, o jogo eletrônico desenvolvido e publicado pela Nintendo, The Legend of Zelda: Ocarina of Time, foi lançado para o Nintendo 64.
- 27 de novembro - No Japão a Sega lança o seu último videogame o Dreamcast.

### Dezembro
- 1 de dezembro - O Real Madrid vence o Vasco por 2 x 1 e conquista a Copa Europeia/Sul-Americana de 1998.
- 2 de dezembro - Nasceu Amber Frank, atriz, cantora e dubladora estadunidense.
- 16 de dezembro - Wellington Camargo (irmão da dupla Zezé Di Camargo & Luciano) é sequestrado em Goiânia (GO) por volta das 22h40.
- 23 de dezembro - O Corinthians vence o Cruzeiro na final do Campeonato Brasileiro e é campeão pela segunda vez.[10]

## Nascimentos
- 14 de janeiro - Pittaya Saechua, ator e cantor tailandês.
- 23 de janeiro - XXXTentacion, Rapper e compositor estadunidense. (m. 2018)
- 28 de janeiro - Ariel Winter, atriz, cantora e dubladora estadunidense.
- 4 de fevereiro - Isadora Cruz, atriz brasileira.
- 19 de fevereiro - Chappell Roan, cantora e compositora norte-americana.
- 8 de março - Warut Chawalitrujiwong, ator, cantor e modelo tailandês.
- 14 de março - Ham Sung-min, ator sul-coreano.
- 18 de março - Abigail Cowen, atriz e modelo americana.
- 25 de março - Yoo In-soo, ator sul-coreano.
- 15 de abril - Gabeu, cantor e compositor brasileiro.
- 21 de abril - Zé Felipe, cantor, compositor e empresário brasileiro.
- 19 de maio - MC Gui, cantor e compositor brasileiro.
- 2 de junho - Pakin Kuna-anuvit, ator e ex-jogador de badmínton tailandês.
- 25 de junho - Wongravee Nateetorn, ator, cantor e modelo tailandês.
- 18 de julho - Luísa Sonza, cantora, compositora e influenciadora digital brasileira.
- 22 de julho - Sahaphap Wongratch, ator, modelo e cantor tailandês.
- 28 de julho - Sasha Meneghel, estilista e modelo brasileira.
- 6 de agosto - Forrest Goodluck, ator americano.
- 8 de agosto - Shawn Mendes, cantor, compositor e modelo canadense.
- 1 de setembro - Fin Argus, ator, músico e modelo americano.
- 3 de setembro - Kanaphan Puitrakul, ator, modelo e apresentador tailandês.
- 28 de setembro - Tharatorn Jantharaworakarn, ator e modelo tailandês.
- 1 de outubro - Anan Wong, ator, cantor e modelo tailandês.
- 15 de outubro - Gaab, cantor e compositor brasileiro.
- 7 de novembro - Priyakanta Laishram, ator, diretor de cinema, produtor de cinema, roteirista e editor de cinema indiano.
- 9 de novembro - Lorenzo Ferro, ator, cantor e compositor argentino.
- 22 de novembro - Mondop Heamtan, ator, cantor e modelo tailandês.
- 16 de dezembro - Clara Moneke, atriz e modelo brasileira.
- 20 de dezembro - Kylian Mbappé, futebolista francês.

## Mortes
- 3 de fevereiro - Sílvio Caldas, cantor brasileiro (n. 1908)
- 6 de fevereiro - Falco (cantor), cantor e compositor austríaco (n. 1957)
- 15 de março - Tim Maia, cantor brasileiro (n. 1942)
- 16 de março - Luís Eduardo Magalhães, político brasilieiro. (n. 1955)
- 22 de março - Brandão Filho, ator de cinema e televisão brasileiro (n. 1910)
- 15 de abril - Pol Pot, ex-ditador do Camboja (n. 1925)
- 17 de abril - Linda McCartney, integrante da banda Wings, cantora , fotógrafa e primeira esposa do ex-beatle Paul McCartney (n. 1941)
- 18 de abril - Nelson Gonçalves, cantor e compositor brasileiro. (n. 1919)
- 21 de abril - François Lyotard, pensador francês (n. 1924)
- 23 de abril - James Earl Ray, o assassino de Martin Luther King
- 2 de maio
  - Edward Victor Luckhoo, presidente da Guiana de 1966 a 1970 (n. 1912).
  - Justin Fashanu, futebolista britânico (n. 1961).
  - Maidie Norman, atriz e professora norte-americana (n. 1912).
- 14 de maio - Frank Sinatra, cantor norte-americano (n. 1915)
- 28 de maio - Mário de Melo Saraiva, médico, historiador, escritor e político português (n. 1910).
- 15 de junho - Jason Holliday, prostituto estadunidense (n. 1924).
- 23 de junho - Leandro cantor da dupla sertaneja Leandro & Leonardo
- 21 de julho - Alan Shepard, astronauta estadunidense (n. 1923)
- 5 de agosto - Todor Jivkov, Secretário-Geral do Partido Comunista Búlgaro de 1954 a 1989 e Líder do Conselho de Estado da Bulgária de 1971 a 1989 (n. 1911)
- 14 de setembro - Yang Shangkun, presidente da República Popular da China de 1988 a 1993 (n. 1907).
- 12 de outubro - Matthew Shepard, estudante estadunidense assassinado (n. 1976).
- 30 de novembro - Simon Nkoli, ativista sul-africano (n. 1957).
- 26 de dezembro - Hurd Hatfield, ator americano (n. 1917).

## Prémio Nobel
- Física - Robert B. Laughlin, Horst L. Störmer, Daniel C. Tsui
- Química - Walter Kohn, John Pople
- Medicina - Robert Furchgott, Louis Ignarro, Ferid Murad
- Literatura - José Saramago
- Paz - John Hume e David Trimble
- Economia - Amartya Sen

## Epacta e idade da Lua
| Epacta gregoriana | 3 (III) |
| Idade da Lua      | Letra d |

## Por tema
- 1998 na arte
- 1998 no Brasil
- 1998 no carnaval
- 1998 na ciência
- 1998 no cinema
- 1998 no desporto
- 1998 no jornalismo
- 1998 na literatura
- 1998 na música
- 1998 no teatro
- 1998 na televisão